# Cristina García Morales
Cristina García Morales, coneguda també com a Cristina Morales (Granada, 1985) és una escriptora espanyola.

## Trajectòria
És llicenciada en Dret Internacional a la Universitat de Granada, treballa com a intèrpret legal i resideix a Barcelona. El 2002 i el 2006 va guanyar el Certamen Andalús d'Escriptors Novells en la modalitat de relat i novel·la curta, respectivament i a l'any següent va aconseguir una beca com a resident en la Fundació Antonio Gala per a Joves Creadors de Còrdova. Ha treballat com a dramaturga per a l'Aula de Teatre de la Universitat de Granada i per Eutopía, Festival de Joves Creadors (Còrdova, 2008).
El 2008 va publicar el llibre de relats La merienda de las niñas i cinc anys després va publicar la seva primera novel·la: Los combatientes amb la qual va obtenir el Premi Injuve de Novel·la. En 2015 va ser finalista amb el relat curt El hombre de los buzones dels premis Francesc Candel

### Reivindicant Teresa de Jesús
El 2015 va publicar Malas palabras, un encàrrec fet per l'editorial Lumen amb motiu del cinquè centenari del naixement de Teresa de Jesús. Morales va acceptar ficar-se en la pell de Teresa de Jesús per a escriure en primera persona, com si es tractés de la mateixa santa. L'escriptora granadina recrea un suposat diari personal escrit per Teresa de Jesús, en 1562, mentre l'autora del Segle d'Or redacta 'Llibre de la vida'.

### Terroristas modernos
El 2017, fruit de la III Beca Han Nefkens del Màster en Creació Literària de la UPF Barcelona publica Terroristas modernos, una novel·la en la qual reprèn la perspectiva històrica de Malas palabras i narra l'anomenada “conspiració del triangle”, aixecament frustrat contra Ferran VII en 1816, complot de base maçona dut a terme per il·lustrats en l'exili i herois de la guerrilla que li permet paral·lelismes amb la política actual.

## Premis
- 2018 Premi Herralde de Novel·la amb Lectura fàcil
- 2013 Premi Injuve de Novel·la amb Els combatents
- 2007 Beca en la Fundació Antonio Gala per a Joves Creadors (Còrdova)
- 2006 Certamen Andalús d'Escriptors Novells en novel·la curta
- 2002 Certamen Andalús d'Escriptors Novells en relat